# 田村嘉平
田村 嘉平（たむら かへい、1877年（明治10年） - 1937年（昭和12年）5月19日）は、囲碁の棋士。島根県生まれ、方円社に所属後、日本棋院関西支部初代支部長を務める。六段。子の田村昇、田村実も囲碁棋士。

## 経歴
商人の父治太郎の第三子として生まれ、11歳の時に碁を覚える。高知の田村達太郎二段恪が浜田町に来訪した際に十五子で二番勝ち、内弟子となるが、一月後に病で帰宅していた間に達太郎は行き先不明となる。その後14歳頃には初段に三四子ほどになり、近隣に敵無しとなる。1892年（明治25年）に衆議院選挙で同地を訪れた佐々田懋代議士の目に止まり、その食客となって東京へ出て方円社に通うようになる。翌1893年に方円社塾生、雁金準一、岩佐銈らと競い、95年に初段。97年に徴兵のために故郷に帰り、その際に二段を許される。
1900年に京都の岩谷善右衛門宅に寄宿し、翌年独立して囲碁教場を開いて多くの棋客を集めるようになる。この年9月に三段。1903年から05年にかけての大阪新報社関西碁客敗退碁で、中根鳳次郎、阿部龜二郎、泉秀節、田端孫平らに勝って優勝し、1906年に四段。1908年には大阪での関西囲碁研究会結成において懸賞敗退碁5局など7局を勝ち、五段に進んで方円社京都分社長となる。
1913年（大正2年）に大阪に移り、1921年に十六世井上因碩（恵下田栄芳）、久保松勝喜代、渥菓六郎らとともに、関西囲碁研究会を再結成。1922年六段昇段、この披露会には本因坊秀哉、広瀬平治郎、岩佐銈らも出席した。1924年の碁界合同協議会に関西から木村広造、久保松勝喜代、光原伊太郎らとともに出席、同年日本棋院が設立されるとこれに参加、関西支部長に就任し、関西碁界発展に尽くした。

## 著作
- 『碁の新研究』大阪毎日新聞社 1924年